# Медресе Рухабад
Медресе́ Рухаба́д — недействующее медресе в историческом центре Самарканда, в Узбекистане. В настоящее время в здании медресе располагаются многочисленные сувенирные и ремесленные магазины, лавки и мастерские.
Находится на улице Рухабад, недалеко от мавзолея Рухабад и мавзолея Гур-Эмир, и примыкает к мечети Рухабад.
Медресе Рухабад было построено в эмиром Музаффаром в 1861 году, до захвата Самарканда Российской империей. Строительство медресе было частью проекта по облагораживанию местности вокруг мавзолея Рухабад. Тогда же была перестроена мечеть Рухабад. Все эти строения находились слева от знаменитой мощеной дороги «Шах-Ра́х» (Ша́хская дорога), которая начиналась от мавзолея Гур-Эмир и заканчивалась у южных ворот самаркандской цитадели. Часть этой дороги сейчас является улицей Рухабад, которая в советское время называлась «Қизил тонг» (Красная заря).
Вплоть до 1960-х годов, территория вокруг медресе, мечети и мавзолея Рухабад являлась частью одноимённой крупной махалли, где находились частные жилые дома, чайханы и другие общественные здания. Ныне большая часть этой махалли снесена в советское время и превращена в большой зелёный парк. До 1920-х годов медресе Рухабад являлось одним из крупнейших медресе Самарканда, и здесь учились дети и юноши религиозным и светским наукам. Одним из известных выпускников данного медресе является Ходжи Муин Шукруллаев.
В 1920-е годы медресе и мечеть и были закрыты, мавзолей использовался не по назначению. На территории медресе в разное время располагались различные организации. После обретения независимости Узбекистаном медресе и мечеть были отреставрированы и открыты для верующих и туристов. В настоящее время в здании медресе располагаются многочисленные сувенирные и ремесленные магазины, лавки и мастерские.
Вместе с остальными архитектурными, археологическими, религиозными и культурными памятниками Самарканда входит в список Всемирного наследия ЮНЕСКО под названием «Самарканд — перекрёсток культур».